# اسکوورتسوف ۱۸۵۴
سیارک ۱۸۵۴ (به انگلیسی: 1854 Skvortsov، نامگذاری:1968UE1) هزار و هشتصد و پنجاه و چهارمین سیارک کشف شده‌است که در ۲۲ اکتبر ۱۹۶۸ کشف شد.
قدر مطلق سیارک برابر ۱۲٫۳۰ است.